# Indianópolis (Paraná)
Indianópolis est une municipalité brésilienne située dans l'État du Paraná.